# Postgebäude in Laage

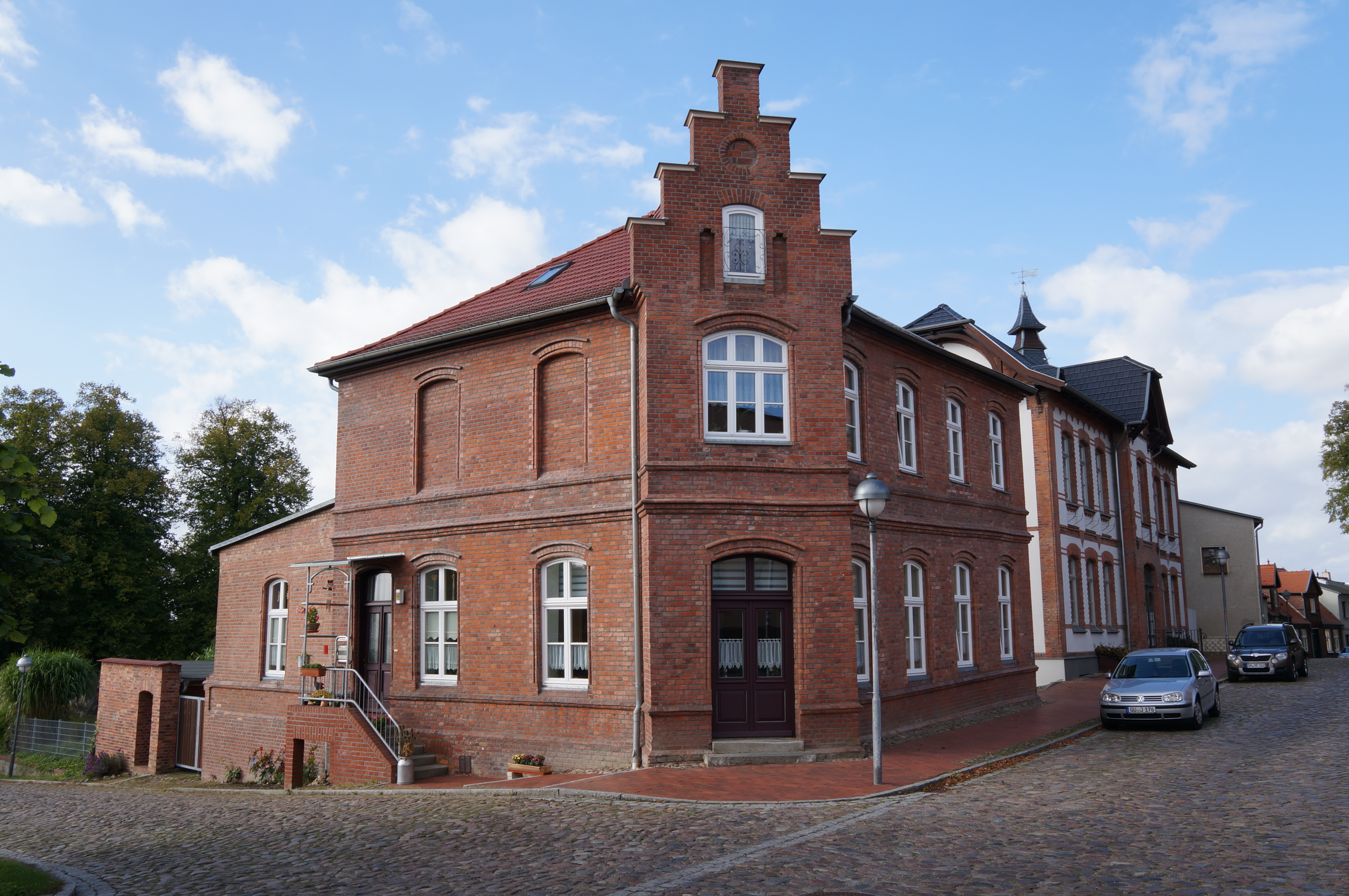

Das ehemalige Postgebäude in Laage, Straße des Friedens 14, stammt aus dem 19. Jahrhundert. Es ist heute ein saniertes Wohnhaus.
Das Gebäude steht unter Denkmalschutz.

## Geschichte
Das zweigeschossige verklinkerte Haus mit dem dreigeschossigen Treppengiebel an der Ecke, einem Walmdach und segmentbögigen Fenstern wurde am Ende des 19. Jahrhunderts für die Kaiserliche Post gebaut. Es ist ein typischer Vertreter der Bauweise kleinerer Postämter in dieser Zeit. Das Haus war 1990 stark geschädigt; etwa 25 cm war die Giebelseite abgesackt. Es wurde im Rahmen der Städtebauförderung um 1995/2000 saniert und zu einem Wohnhaus umgebaut.
Die Deutsche Post befindet sich heute im Schreibwarenladen Bötsch, Marktstraße 10.